# Срб
Срб је насељено мјесто у општини Грачац, југоисточна Лика, Република Хрватска.

## Географија
Налази се у долини гдје извире ријека Уна на путу који спаја Доњи Лапац и Книн, удаљен око 37 км источно од Грачаца.
Срб је до територијалне реорганизације у Хрватској, био у саставу општине Доњи Лапац, а сада припада општини Грачац. До 60-их година 20. вијека Срб је био општина.

## Верски живот
У Србу је сједиште истоимене парохије Српске православне цркве. Парохија Срб припада Архијерејском намјесништву личком у саставу Епархије Горњокарловачке а чине је Купирово и Нетека. У Србу се налази храм Српске православне цркве Успења Пресвете Богородице саграђен 1877. године, а спаљен у Другом свјетском рату. Обновљен је 1970. године, а миниран 1995. године.

## Историја
Хрватска историчарка Нада Клаић, која је критиковала Доминика Мандића и остале хрватске романтичарске (националистичке) догодописце (историчаре) тумачи запис Ајнхарда да је 822. године Људевит Посавски побјегао у Срб. Пошто је она била историчарка која консултује чињенице, свакако да је Срб под тим именом постојао и у 9. веку, а сам топоним потиче од глагола сербати, сребати који значе сркати, грабити воду. Далеко је међутим реалније тумачење, да име места потиче од Срба који су ту живели од самих почетака његовог постојања. Ту је било средиште Унске жупаније 1242. године.
Историјски — Срб, град у Лици се спомиње још у 14. вијеку, овом приликом дајемо неке детаље у вези са Србом (Текст из научног рада 1962. године).
Српска жупа налазила се источно од Отуче (или Хотуче), сјеверно од Одорја, западно од Унца и јужно од Лапца око потока Средице и Сребрнице (Дабашнице), Унског врела и горње Уне.
Њој су спадали и подручја данашњих Осредака, Калдрме, Купирова са јужне, Бротње са сјеверне и Дабашнице са западне стране. То је отприлике земљиште данашње Српске општине (Срб је тада, 1962. године био општина).
О тој жупи има мало исправа, а и што их има, углавном су општег значаја.
Из оне из 1345. године види се да је том подручју средиште био град Срб који је припадао краљу (castra nostra regalia, videlicet Tininium… castrum Szereb… castrum Unach vocata cum corum supatibus et pertinensiis). Како се разабира, ту се изричито напомиње жупа око града Срба. Краљ је према томе сам намјештао своје чиновнике за жупане Српске. У њој је како се види постојало становништво с једне стране кметско, с друге посједничко. Оно друго чинили су племићи што су сачињавали племе Српско.
Из споменуте исправе се види да је ту постојао тзв. ротни сто, али се не види колико је судија њега сачињавало. С обзиром да је у исто вријеме у суседној Крбави ротни сто сачињавало три судије, претпостављамо да је и овдје исти случај.
Срб град је био сазидан на високу брду изнад потока Средице, гдје му се остаци у основи и данас виде.
Освојили су Турци 1520. године "жупанију Срб" и само место Срб, из којег су се пре тога иселили Хрвати.

### Хроника општине Срб
Школа постоји у Србу 1875. године а похађају је деца и из околине. Постављен је 1881. године у месној школи учитељ Милан Теслић. Он је 1883. године постао ту прави учитељ. Школа је била претплаћена у то време на сомборски "Школски лист". Тражен је српски учитељ у основној школи у Србу 1885. године. Плата му је износила 350 ф. са огревом и станом. Број школске деце у Србу 1886. године је износио: 120 православних и осам католика.
У Србу је 1847. године пописан 1874 православни Србин, а две деценије потом, 1867. године њихов број за трећину увећан - на 2448 душа.
Павловићев "Српски народни лист" који је излазио у Будиму, куповао је (1839) један мештанин. Купили су Вукову књигу српских народних приповедака 1870. године мештани Срби: Тоша Радуловић краљевски порезник и Стево Торбица трговац.
У парохији Србу службовали су 1827. године православни свештеници: поп Јоаникије Рађеновић парох и поп Никола Војводић (и 1841) капелан. Православна црква у Србу посвећена празнику Успењу Богородице грађена је 1877. године. Дуго је опремана, а 1910. године добровољним прилозима многих мештана и појединаца са стране купљени су: небо, (велика) литија и Христов гроб, и камена плоча. На тој спомен-плочи уклесана су имена прилагача. Био је тада месни парох поп Симо Војводић (1893—1910). Кум неба и литије био је Миле Ћалић Тодоров из Купорова.
Године 1910. изабран је за посланика у Хрватском Сабору из Срба - изборног места, поп Перо Крајновић (парох у Великој Попини) са листе Српске самосталне странке. Та странка је била тада део Српско-Хрватске коалиције. У Србу је у исто време општинско заступништво донело одлуку да ће се ту "уредовати" (водити администрација општинска) на ћирилици. У месту је постојала и "Српска земљорадничка задруга" чији је пословођа био Андрија Војводић. Он је један од бројних претплатника загребачког листа "Српског кола".
Дана 27. јула 1941. године, у току Другог свјетског рата, у Србу је дошло до оружаног сукоба до тада прогоњеног Српског становништва са усташама. Овај датум се после рата у Социјалистичкој Републици Хрватској славио као Дан устанка народа Хрватске.
Срб се од распада Југославије до августа 1995. године налазио у саставу Републике Српске Крајине.

## Становништво
До пописа становништва 2011. године, постојала су два самостална насеља Доњи Срб и Горњи Срб. Те године обједињена су у јединствено насељено место Срб. За податке о становништву са пописа 1991. године, погледати под Доњи Срб и Горњи Срб.
Према попису становништва из 2001. године, Срб је имао 334 становника. Већинско становништво су Срби (61,5%), а потом сљеде Хрвати (38,5%), који су насељени послије операције „Олуја“.
Према попису становништва из 2011. године, насеље Срб је имало 452 становника.
| Националност       | 1961. | 1953. |
| Срби               | 4.107 | 4.801 |
| Југословени        | 81    |       |
| Хрвати             | 72    | 26    |
| Црногорци          | 4     |       |
| Мађари             | 3     |       |
| Македонци          |       | 2     |
| Словенци           |       | 1     |
| остали и непознато | 4     | 8     |
| Укупно             | 4.271 | 4.838 |